# Pablo Maojo
Pablo Maojo Acebedo, es un escultor español nacido  en San Pedro de Ambás (Asturias)  el 6 de febrero de 1961.
Ha realizado a lo largo de su carrera muchas exposiciones tanto individuales como colectivas. Su primera exposición individual la llevó a cabo en  el año 1982, en Villaviciosa, y a esta siguieron exposiciones en Mieres, Turón, Villaviciosa, Oviedo, Gijón, Madrid, Candás, Navelgas, Tineo, Ribadesella, en un período de tiempo que abarca de 1982 a 2013.
Respecto a sus exposiciones colectivas, éstas se han realizado en un periodo que comprende los años 1982, cuando participa en "VII Premio Blanco y Negro,  Concurso Nacional de Pintura para Artistas Jóvenes", en el Palacio de las Alhajas de Madrid; y 2011, cuando Participa en la exposición colectiva "Arte asturiano contemporáneo en el Museo de Bellas Artes de Asturias", llevada a cabo en el Museo Barjola de  Gijón, Asturias (desde el 12 de marzo al 12 de junio); y "Motivo y motivación",  en los Jardines del Museo Evaristo Valle de Gijón, Asturias (del 2 de octubre de 2011 al 29 de enero de 2012). Durante este tiempo ha expuesto, junto con otros artistas en diferentes ciudades de Asturias, en Madrid y en Barcelona dentro de España, pero también ha realizado exposiciones colectivas en el extranjero, como:
- "Pablo Maojo. Instalación  La Barrera Oceánica", Galería Hörnan, Falun, Suecia, en 1989.
- Feria Internacional de Basilea, Suiza (con la Galería Estampa), en 1992.
- Institut de France, Salle Comtesse de Caen, París, 1992.
- "La cuerda del hilo", Galerie im Hof der Backfabrik, Berlín, 2003.

También ha recibido premios a lo largo de su carrera, la Mención especial del Jurado en la II Bienal Nacional de Pintura La Carbonera en 1983, Premio Especial de la Juventud en el Concurso de Pintura de Luarca en 1985, Primer Premio en el Concurso de Pintura de Tazones y Accésit de Honor en el VIII Certamen de Pintura de Luarca en 1987 y becas "Ayuda a la Nueva Creación" del Centro de Escultura de Candás Museo Antón en 1990 y beca de La Casa Velázquez (Madrid) en 1992
Por otro lado ha realizado también obra pública, como:
- Esculturas en Rodiles, 1985, playa de Rodiles, Villaviciosa, Asturias (desaparecida).
- Homenaje a los Primeros Caminantes de la Sierra, 1988, Navarrulaque, Cercedilla, Madrid.
- Homenaje a Ernesto Winter Blanco, 1989, Oviedo, Asturias.[2][1]
- Mi personaje de cómic favorito, 1990, Centro de Escultura de Candás, Museo Antón, Asturias.
- Escalada, 1992, Palacio de los Deportes, Gijón, Asturias.
- Algo sobre el agua, s/f, parque de Ujo, Asturias.
- Sin título, s/f, madera de las traviesas del tren, Villaviciosa.
- Centenario, 2007, Puerto del Musel, Gijón, Asturias.
- Mural, estación Gregorio Marañón, 2002, Metro de Madrid
- Esculturas en la empresa SAMOA, Gijón.[3]

Por último puede destacarse la creación del “Logotipo”, logotipo realizado con motivo de la celebración de los actos del ochenta aniversario del nacimiento de Joaquín Rubio Camín en el año 2009, o la presencia de obras suyas en museos e instituciones como: la obra titulada:  “Sin título”, del año  2007, que puede contemplarse en el IES Universidad Laboral, de Gijón.